# ICT国際競争力懇談会
ICT国際競争力懇談会は情報通信技術(Information and Communication Technology)の日本の国際競争力の強化への提言を目的とする菅義偉総務大臣直轄の懇談会。事務局は総務省情報通信政策局総合政策課に置かれる。2006年10月6日に総務省が設置を発表した。2006年10月19日に第1回会合を開き、2007年4月23日の第3回会合にて最終とりまとめを行った。

## 設置の背景
- 日本は世界で最も安くて速いブロードバンド環境を持っている
- 携帯電話の高度化・多様化も世界的には進展している。
- しかし、ネットワーク機器の世界的シェアは決して高い方ではなく、海外での事業展開、標準化・知的財産権の獲得、人材育成等に大きな課題を抱えている。

## 設置の目的
- 次世代ネットワークや放送のデジタル化への取組が進む日本が、積極的な国際展開等を通じたイノベーションの創出により、国際競争力の向上を図ること。
- 情報通信分野における国際競争力強化について、基本的な戦略の方向性を検討すること。

## 検討の内容
懇談会本体は包括的な議題を検討し、具体的な内容は複数のワーキング・グループを設置して検討する。
根幹的な検討内容は以下の通り。
- 現状の分析（主な問題点・課題）
- 国際競争力の向上を念頭においた将来のあるべき姿・方向性
- 今後採るべき具体的方策（「基本戦略」の検討）

## 懇談会メンバー
（五十音順)
- 荒川亨 株式会社ACCESS代表取締役社長兼最高経営責任者
- 伊丹敬之 一橋大学大学院商学研究科教授
- 伊東晋 東京理科大学理工学部教授
- 内田恒二 キヤノン株式会社代表取締役社長
- 大坪文雄 パナソニック株式会社代表取締役社長
- 岡素之 住友商事株式会社代表取締役社長
- 小川善美 株式会社インデックス代表取締役社長
- 小野寺正 KDDI株式会社代表取締役社長兼会長
- 折田正樹 財団法人国際通信経済研究所顧問（元駐英大使）
- 黒川博昭 富士通株式会社代表取締役社長
- 國領二郎 慶應義塾大学総合政策学部教授
- 後藤滋樹 早稲田大学理工学部教授
- 小林栄三 伊藤忠商事株式会社代表取締役社長
- 齊藤忠夫 東京大学名誉教授
- 榊原定征 日本経済団体連合会情報通信委員会共同委員長（東レ株式会社代表取締役社長）
- 滝久雄 株式会社ぐるなび取締役会長
- 中鉢良治 ソニー株式会社 取締役 代表執行役 社長 兼 エレクトロニクスCEO
- 土居範久 中央大学理工学部教授
- 長尾真 独立行政法人情報通信研究機構理事長
- 中村維夫 株式会社エヌ・ティ・ティ・ドコモ代表取締役社長
- 西田厚聰 情報通信ネットワーク産業協会会長（株式会社東芝代表執行役社長）
- 橋本元一 日本放送協会会長
- 広瀬道貞 社団法人日本民間放送連盟会長（株式会社テレビ朝日代表取締役会長）
- 古川一夫 株式会社日立製作所代表執行役執行役社長
- 村上輝康 株式会社野村総合研究所理事長
- 矢野薫 日本電気株式会社代表取締役執行役員社長
- 和田紀夫 日本電信電話株式会社代表取締役社長
- 渡辺捷昭 トヨタ自動車株式会社取締役社長